# L'Équipe de Cardiff
L'équipe de Cardiff est une série de toiles produites entre 1912 et 1913 par le peintre français Robert Delaunay, et présentées au Salon des indépendants de 1913.

## Développement du projet
Robert Delaunay est à l'époque très impliqué dans les mouvements artistiques du début du siècle. Après être passé par l'impressionnisme et le divisionnisme, avec son épouse Sonia Delaunay, il crée le simultanéisme, une technique qui vise à trouver l'harmonie picturale grâce à l'agencement simultané des couleurs. Comme ses amis Guillaume Apollinaire, Blaise Cendrars et Henri Rousseau, Delaunay est fasciné par la modernité, que ce soit par les exploits des aviateurs, qu'il mettra en scène dans Hommage à Blériot, ou ici par le sport, alors en pleine expansion à l'époque.

## Description
Une équipe de rugby, cinq hommes, est représentée dans la partie inférieure de l’œuvre. Ces joueurs sont peints en pleine action sportive, leurs maillots de couleurs vives sont faits de traits grossiers. Sur le plan supérieur se trouve une affiche publicitaire au slogan « Astra » et derrière des grandes inventions de l’époque.

## Analyse
Durant la même époque, Delaunay peint Les Fenêtres, série qui se rapproche de l'art abstrait. Mais, dans cette série dédiée à L'équipe de Cardiff, la peinture ne peut être considérée comme abstraite, car on y trouve bien des éléments de la vie courante : des joueurs de rugby, la Tour Eiffel, une grande roue, un panneau publicitaire. Cette série est pourtant un vibrant manifeste du simultanéisme, bien plus que Les Fenêtres.

## Annexe